# Stephan Jäger
Stephan Jäger (* 30. Mai 1989 in München) ist ein deutscher Profigolfer. Er spielte 2016 mit 58 Schlägen die niedrigste Runde, die je auf der PGA oder Web.com Tour gespielt wurde. Außerdem erreichte er dabei über vier Runden mit einem Ergebnis von −30 unter Par die bislang niedrigste je auf einem Web.com-Tour-Turnier gespielte Gesamtschlagzahl. Jäger gewann sechs Turniere auf der zweitklassigen US-amerikanischen Korn Ferry Tour und 2024 die Texas Children’s Houston Open und damit zum ersten Mal auf der PGA Tour.

## Sportlicher Werdegang
Jäger wuchs in Eichenried, einem Ortsteil der Gemeinde Moosinning im Landkreis Erding (Bayern), auf und begann im Alter von 10 Jahren beim Golfclub München Eichenried mit dem Golfspiel.
2007 gewann er als Herren-Clubmeister des Clubs den bayrischen Meistertitel der Herren und der Jugend AK18. Im selben Jahr übersiedelte er zum Studieren in die USA und spielte dort während seines vierjährigen Studiums an der University of Tennessee in Chattanooga im Universitäts-Golfteam.
Bei der BMW International Open 2011 gab er sein Debüt auf der PGA European Tour.
Ende 2012 schaffte er es als erster Deutscher überhaupt, in die finale Phase der Q-School für die Nationwide Tour vorzudringen, wo er sich eine Tourkarte für die ehemalige Nationwide Tour (Vorĺäufer der Web.com-Tour und Korn-Ferry-Tour) erspielen konnte. Allerdings gelang es ihm in seinem ersten Jahr auf der Web.com-Tour nicht, die Tourkarte für das folgende Jahr zu erspielen, was er erst wieder für das Tourjahr 2015 erreichen sollte.
In den Jahren 2015 und 2016 spielte er durchgängig die Web.com-Tour, jedoch erfüllte sich in dieser Zeit noch nicht sein Ziel, eine Tourkarte für die erstklassige PGA Tour zu bekommen. Im Jahr 2016 fehlten ihm nach der regular season (normale Saison, bei der sich die besten 25 Spieler ein PGA Tourkarte erspielen) ein Preisgeld von lediglich etwas mehr als 3.000 USD für die Tourkarte. Dafür gelang ihm in diesem Jahr sein erster Turniersieg auf der Web.com-Tour bei der Ellie Mae Classic at TPC Stonebrae. Hierbei erzielte er mit 58 Schlägen die niedrigste Runde, die je auf der PGA- oder Web.com-Tour gespielt wurde. Außerdem erreichte er mit einem Ergebnis von −30 unter Par, gleichbedeutend mit 250 Schlägen für alle vier Runden, die niedrigste je auf einem Web.com-Tour-Turnier gespielte Gesamtschlagzahl.
2016 spielte er an der Seite von Alex Cejka für Deutschland den Teamwettbewerb World Cup of Golf.
2017 schaffte er auf der Web.com Tour gleich zwei Turniersiege. Damit gelang es ihm, sich in der regular Season unter den besten 25 Spieler zu platzieren und so eine Tourkarte für die PGA Tour zu erhalten.
In seiner ersten vollen PGA Tour 2017/18 konnte er sich nicht unter den besten 125 Tourspieler platzieren (165.) und Rang 36 auf der Korn-Ferry-Tour reichte ebenfalls nicht aus, sich die Tourkarte für das nächste Jahr zu sichern. Dies gelang ihm dann aber über die Korn-Ferry-Tour-Finals mit Platz 17.
Im darauf folgenden Jahr musste er nach einem 152. Platz im FedEx-Cup-Ranking erneut in die Qualifikation der Korn-Ferry-Tour-Finals. Diesmal misslang es ihm jedoch, sich für die PGA Tour zu qualifizieren, so dass er 2020 auf der Korn Ferry Tour antreten musste. Hier gelang ihm mit dem Sieg bei den Albertsons Boise Open sein insgesamt fünfter Gewinn eines Korn Ferry Tour Turniers.
In der aufgrund der Covid-19-Pandemie auf den Zeitraum 2020–2021 erweiterten Korn Ferry Tour holte er sich im April 2021 seinen sechsten Titel, welcher gleichbedeutend mit der Tour Karte für die PGA Tour 2021/2022 war.
In der Saison 2021/2022 der PGA Tour spielte Jäger 31 mal, erreichte 15 mal den Cut und zweimal die Top 10. Die höchste Platzierung war der fünfte Platz bei der Rocket Mortgage Classic am 31. Juli 2022.
In der folgenden Saison erreichte er 30 Cuts bei 33 Starts und mit zwei T9-Platzierungen wieder zweimal die Top 10.
In acht Starts im Frühjahr 2024 erzielte Jäger bereits zweimal den dritten Platz, bevor er am 31. März 2024 mit einem Schlag Vorsprung vor Scottie Scheffler und anderen Spielern die Texas Children’s Houston Open gewann. Mit diesem ersten Sieg auf der PGA Tour qualifizierte er sich kurzfristig für das Masters-Turnier ab dem 10. April 2024 in Augusta (Georgia) und für die Olympischen Spiele 2024.

## Privatleben
Jäger ist verheiratet und hat einen Sohn.

## Turniersiege

### Korn Ferry Tour Siege
- 2016 Ellie Mae Classic at TPC Stonebrae
- 2017 BMW Charity Pro-Am presented by SYNNEX Corporation
- 2017 Rust-Oleum Championship
- 2018 Knoxville Open
- 2020 Albertsons Boise Open presented by Kraft Nabisco
- 2021 Emerald Coast Classic at Sandestin

### PGA Tour Siege
- 2024 Texas Children’s Houston Open

## Teamwettbewerbe
- World Cup: 2016

## Resultate bei Major Championships
| Turnier           | 2015 | 2016 | 2017 | 2018 |
| ----------------- | ---- | ---- | ---- | ---- |
| Masters           | DNP  | DNP  | DNP  | DNP  |
| US Open           | CUT  | DNP  | T60  | DNP  |
| Open Championship | DNP  | DNP  | DNP  | DNP  |
| PGA Championship  | DNP  | DNP  | DNP  | DNP  |

| Turnier           | 2019 | 2020 | 2021 | 2022 | 2023 | 2024 | 2025 |
| ----------------- | ---- | ---- | ---- | ---- | ---- | ---- | ---- |
| Masters           | DNP  | DNP  | DNP  | DNP  | DNP  | CUT  | T52  |
| PGA Championship  | DNP  | DNP  | DNP  | CUT  | T50  | 76   | 70   |
| US Open           | DNP  | T34  | DNP  | DNP  | DNP  | T21  | CUT  |
| Open Championship | DNP  | KT   | DNP  | DNP  | DNP  | CUT  | CUT  |

DNP = nicht teilgenommen
CUT = Cut nicht geschafft
„T“ geteilte Platzierung
WD = Teilnahme zurückgezogen
KT = Kein Turnier
Grüner Hintergrund für Siege
Gelber Hintergrund für Top 10